# Danuta Radulska
Danuta Radulska (ur. 13 czerwca 1956 roku w Chwaszczewie) – rolniczka i tkaczka ludowa, laureatka Nagrody im. Oskara Kolberga.
Tkactwa uczyła się w dzieciństwie od swojej matki, której pomagała w tkaniu chodników i wielonicielnicowych tkanin dekoracyjnych. W 1974 roku wyszła za mąż i przeprowadziła się do Wasilówki. Również w 1974 roku wykonała swoją pierwszą samodzielną pracę - chodnik do nowego mieszkania. Początkowo pomagały jej miejscowe tkaczki Regina Masełbas, Wanda Rogalska i Teresa Pryzmont. Przez kilka lat tkała dywany dla białostockiej Cepelii. W latach 1999 - 2010 współpracowała z Barbarą Hulnicką, wykonując jej projekty. 
Przez lata Danuta Radulska wypracowała własny styl, korzystając ze wzorów z XIX wieku i kultury lokalnej. Jej prace znajdują się w zbiorach kilku muzeów etnograficznych. W 2012 roku wytkana przez nią praca Ból nie minie (projekt instalacji tekstowej Jadwigi Sawickiej) była wystawiona w Zachęcie w ramach wystawy "Splendor tkaniny".
Od lat 80. XX wieku bierze udział w konkursach, wystawach i jarmarkach sztuki ludowej. Promuje tkactwo dwuosnowowe i uczy tej techniki na warsztatach. Pracuje też nad odrodzeniem tradycyjnych technik barwienia tkanin.
Od 1994 roku Danuta Radulska należy do Stowarzyszenia Twórców Ludowych w Lublinie. Przez dwie kadencje była prezeską oddziału STL w Białymstoku. W 2014 roku otrzymała Srebrny Krzyż Zasługi. W 2018 roku została laureatką Nagrody im. Oskara Kolberga.